# Ярцево (Бабаевский район)
Ярцево — деревня в Бабаевском районе Вологодской области.
Входит в состав Тороповского сельского поселения, с точки зрения административно-территориального деления — в Тороповский сельсовет.
Расстояние по автодороге до районного центра Бабаево составляет 31 км, до центра муниципального образования деревни Торопово — 5 км. Ближайшие населённые пункты — Ворохобино, Любочская Горка, Тимошкино.
Население по данным переписи 2002 года — 12 человек.